# 에드워드 엥겔만 주니어

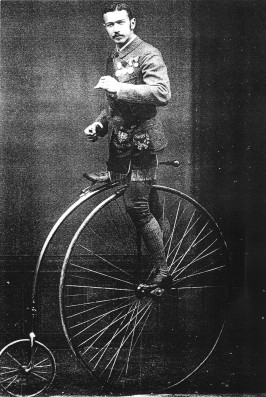

에드워드 엥겔만 주니어(1864년 7월 14일 - 1944년 10월 31일)는 오스트리아의 피겨 스케이팅 선수였다.
그는 유럽 피겨 스케이팅 선수권 대회에서 3연패했다.
1944년에, 그가 죽은 직후, 그가 만든 비엔나-헤르날스 아이스링크는 폭격되었고 파괴되었다. 제2차 세계대전 후에 재건되었으며, 1974년 이후 그 위치에는 아이스링크를 가진 슈퍼마켓이 들어서있다.